# St-Gérard (Lambersart)

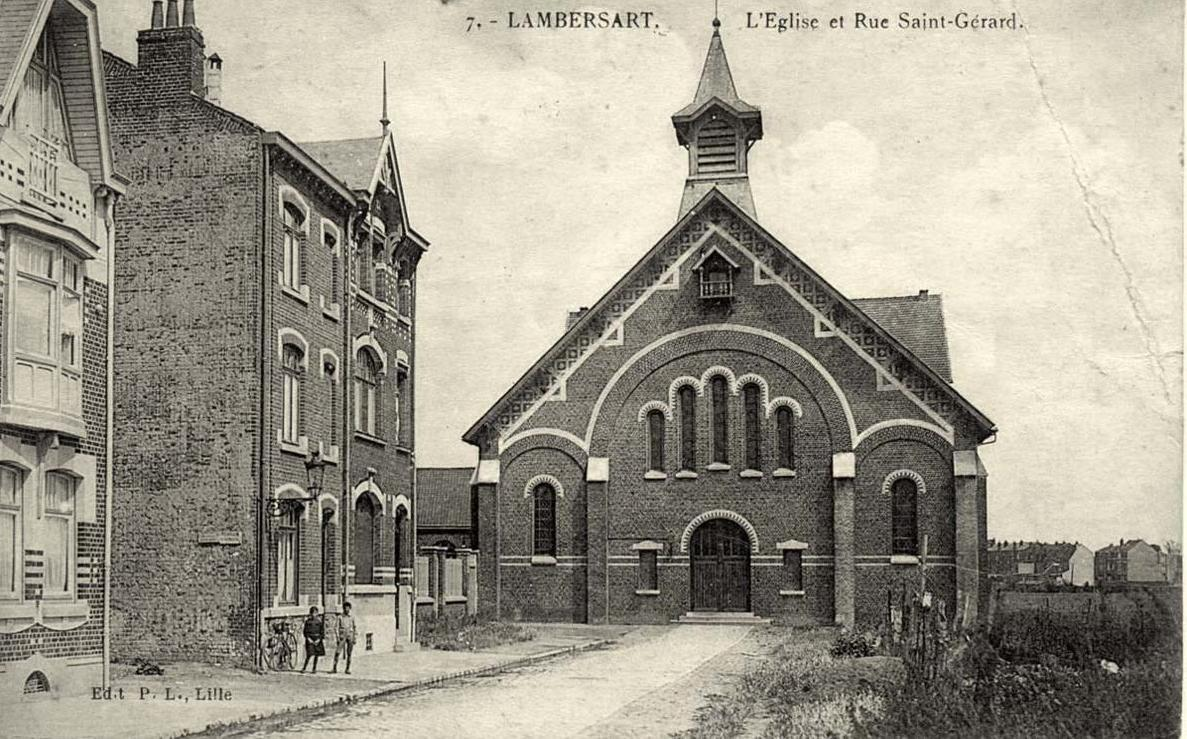
St-Gérard in Lambersart

Die Kirche St. Gérard war eine römisch-katholische Pfarrkirche in Lambersart bei Lille in Frankreich. Sie gehörte von 1908 bis 1913 zum Erzbistum Cambrai und von 1913 bis 1997 zum Bistum Lille. 2004 wurde sie abgerissen und durch das moderne Pfarrzentrum St-Gérard ersetzt, das der Paroisse Sainte-Trinité Lambersart (Pfarrei Heilige Dreifaltigkeit) angehört.

## Geschichte
Die wachsende Besiedelung des Lambersarter Viertels Canon d’Or (nahe Lille) in der zweiten Hälfte des 19. Jahrhunderts machte den Bau einer dritten Stadtkirche notwendig, den der Vikar Placide Taine (1871–1923) der nahegelegenen Liller Pfarrei Sainte-Marie-Madeleine mit eigenen Mitteln finanzierte. Das 1908 vom Architekten Jean-Baptiste Maillard (1857–1929) errichtete Kirchengebäude wurde am 16. Oktober 1909 von Generalvikar Jean-Baptiste Carlier (1839–1929) des Erzbistums Cambrai, ehemals Pfarrer in Lambersart-Canteleu, geweiht und erhielt als Patrozinium den heiligen Gerhard Majella, dessen Heiligsprechung erst wenige Jahre zurücklag und dem 1907 bereits eine Kirche in Wattrelos gewidmet worden war. Der schiefergedeckte Ziegelbau im neuromanischen Stil erhielt 1919 einen Dachreiter mit Glocke. Nachdem sich ab 1981 Bauschäden gezeigt hatten, wurde die Kirche 1997 geschlossen und 2004 abgerissen. Sie wurde durch ein neu erbautes Pfarrzentrum (in der Rue Saint-Gérard und am Parvis Saint-Gérard) mit Kapelle, Pfarrsaal und modern gestaltetem stählernem Glockenturm ersetzt (unter teilweiser Verwendung der alten Ausstattung). Der Bau ist in der für die Region typischen Ziegelbauweise ausgeführt. Die Kapelle ist Filialkirche der Pfarrei Heilige Dreifaltigkeit Lambersart. Sonntäglich findet Gottesdienst statt.

## Kapläne und Pfarrer
- 1908–1915: Placide Taine (1871–1923, erst Kaplan, dann Pfarrer)
- 1915–1940: Maurice Deremaux (1867–1954)
- 1940–1974: Edmond Goeminne (1897–nach 1988)
- 1974–1985: Jean Tack (1921–2017)
- 1985–1998: Émile Cornil (1924–1999)
- 1998–2001: Jacques Beils (* um 1946, gleichzeitig Pfarrer der Gemeinde Notre-Dame de Fatima)